# کابولاچور، کوئینزلند
کابولاچور (به انگلیسی: Caboolture) یک شهرک در استرالیا است که در کوئینزلند واقع شده‌است.